# Мадрасо, Рикардо де
Рикардо Федерико де Мадрасо-и-Гаррета (исп. Ricardo Federico de Madrazo y Garreta; 7 февраля 1852[…], Мадрид — 18 августа 1917, Мадрид) — испанский художник, ориенталист и портретист. 

## Биография
Родился в 1852 году в Мадриде. Представитель художественной династии Мадрасо. Внук Хосе де Мадрасо (1781—1859), сын Федерико де Мадрасо (1815—1894), племянник Педро де Мадрасо (1816—1898) и Луиса де Мадрасо (1825—1897), брат Раймундо де Мадрасо (1841—1920) (все — художники) и Сесилии де Мадрасо (1846—1913), коллекционера и исследовательницы тканей. Шурин художника Мариано Фортуни (1838—1874).
Обучался живописи сперва под руководством отца, затем — в мадридской Королевской академии Сан-Фернандо. Был близок с мужем своей старшей сестры Мариано Фортуни, вместе с которым, вскоре после его женитьбы на Сесилии, отправился сперва в Толедо, а затем в Рим. Рикардо и Раймундо де Мадрасо некоторое время работали в мастерской Фортуни. Когда чета Фортуни перебралась в Париж, Рикардо и Раймундо вновь последовал за ними. В Париже Рикардо занимался, в том числе, копированием работ старых мастеров в Лувре и Люксембургском музее.
С началом Франко-прусской войны семья вернулась в Испанию, где поселилась в Гранаде. Из Испании Рикардо вместе в Фортуни отправился в Марокко, затем снова в Рим. После того, как Фортуни в 1874 году скончался в Риме, Рикардо вновь отправился в Марокко. Именно Рикардо каталогизировал работы Фортуни перед их распродажей на престижном аукционе Drouot в Париже.
Любовь к путешествиям Рикардо сохранил и в зрелые годы. Он регулярно посещал Париж и Венецию, не раз появлялся в Танжере, однако основным место его проживания стал Мадрид.
Скончался в 1917 году в Мадриде.

## Галерея

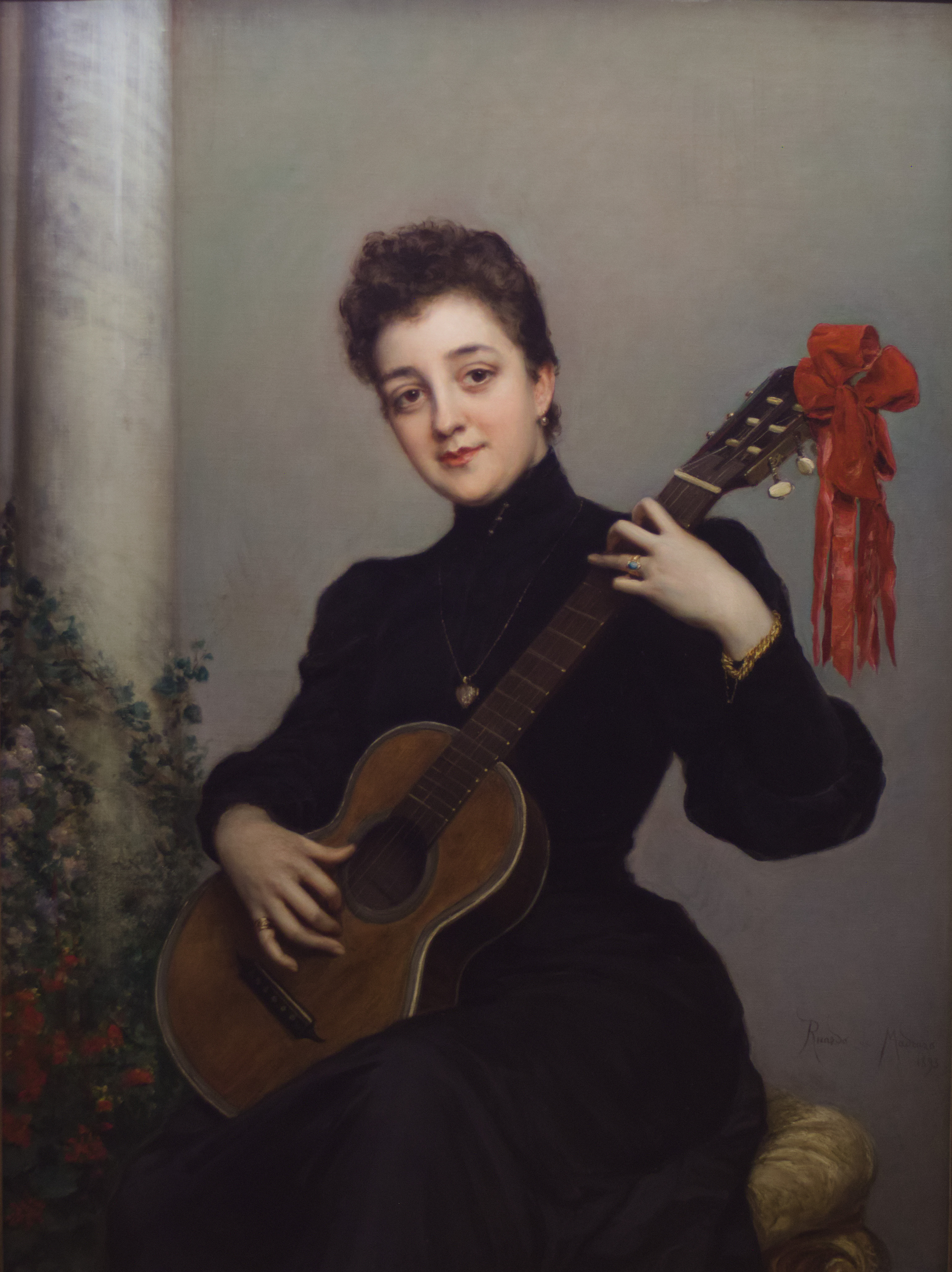
Во дворике
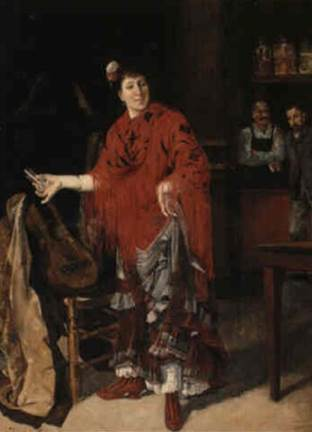
Певица
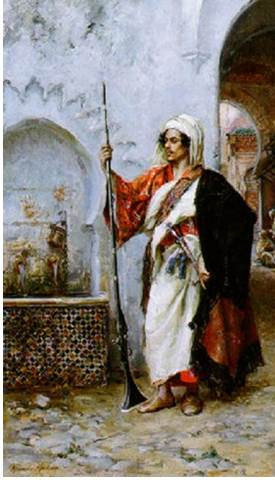
Арабский воин у фонтана
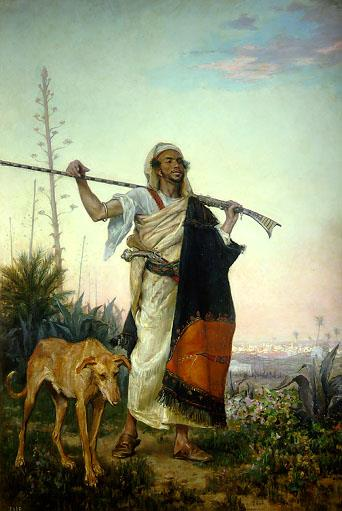
Мавр
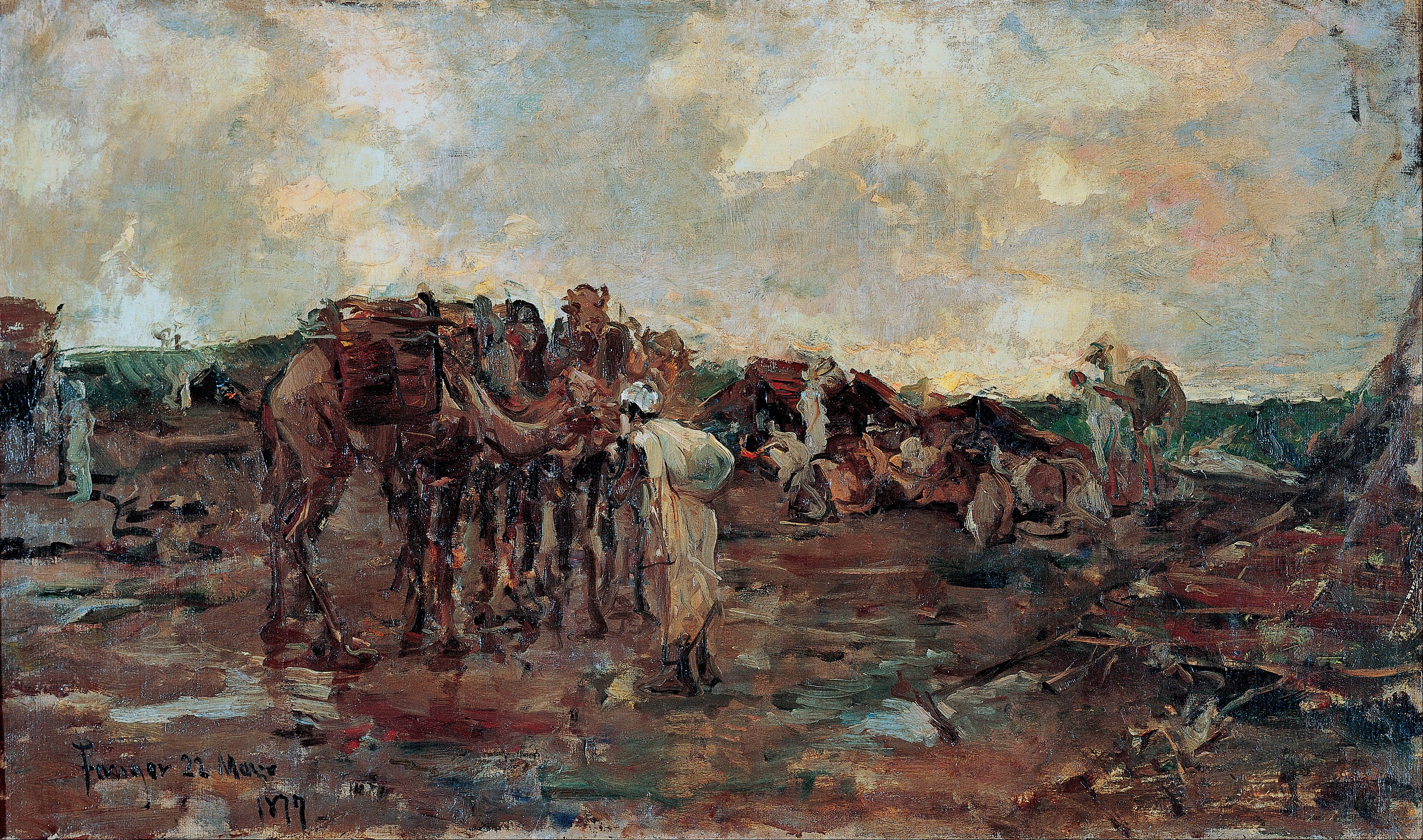
Полуденный отдых арабского каравана
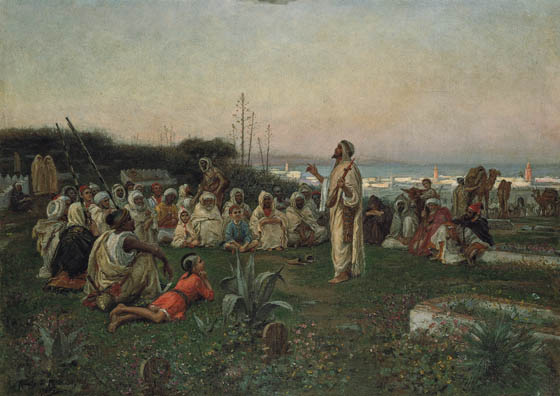
Проповедник
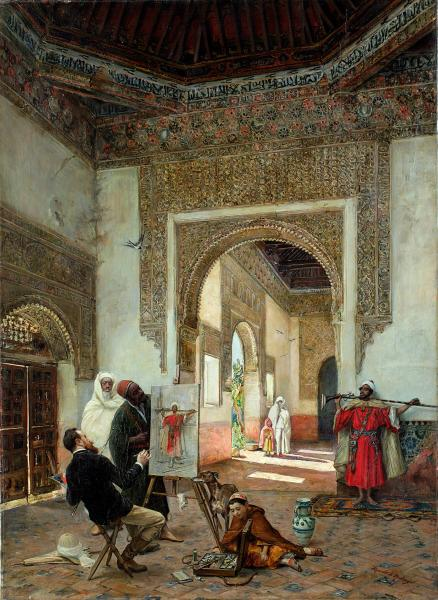
Мавританский интерьер
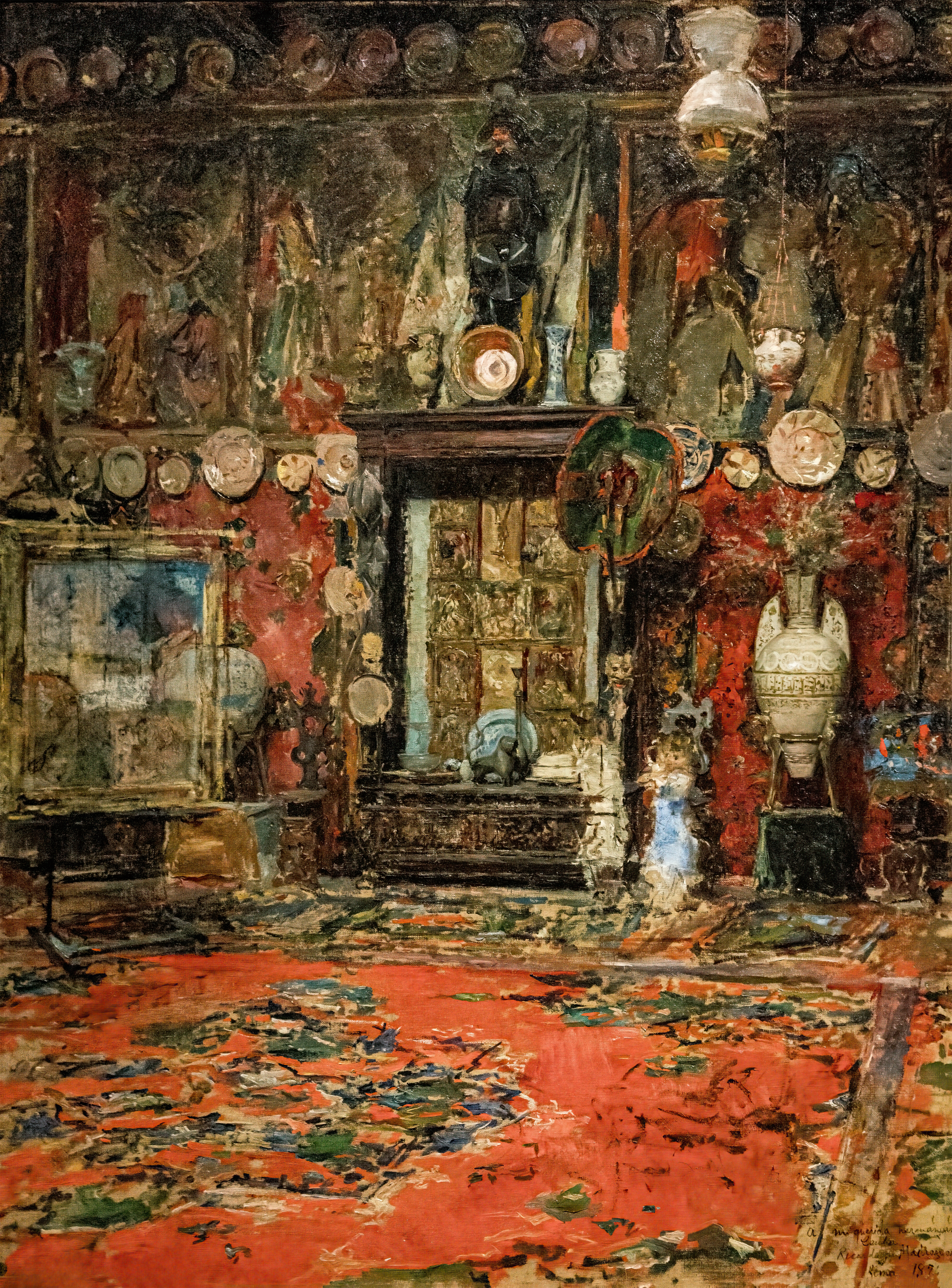
Интерьер мастерской Мариано Фортуни в Риме